# 안산상록경찰서
안산상록경찰서(安山常綠警察署, Ansan Sangnok Police Station)는 경기도남부경찰청이 관할하는 경찰서 중 하나이다. 경기도 안산시 상록구 일대를 관할한다. 경기도 안산시 상록구 차돌배기로 10 (사동)에 위치하고 있다.
서장은 총경으로 보한다.

## 기본 정보
- 주소: 경기도 안산시 상록구 차돌배기로 10 (사동)
- 우편번호: 15585

## 관할 파출소 및 지구대
안산상록경찰서는 2개의 지구대와 8개의 파출소를 산하에 두고 있다.
| 명칭        | 사진 | 주소                    | 관할구역                                            | 치안센터 |
| ----------- | ---- | ----------------------- | --------------------------------------------------- | -------- |
| 본오지구대  |      | 상록수로 12 (본오동)    | 본오3동 일부, 본오2동 일부, 이동 일부               |          |
| 사동지구대  |      | 석호로 175 (사동)       | 사1~3동                                             |          |
| 본오1파출소 |      | 샘골로 11 (본오동)      | 본오1동 일부                                        |          |
| 부곡파출소  |      | 성호로 324 (부곡동)     | 부곡동                                              |          |
| 월피파출소  |      | 안산천서로 215 (월피동) | 월피동, 양상동                                      |          |
| 성포파출소  |      | 예술광장로 47 (성포동)  | 성포동                                              |          |
| 일동파출소  |      | 호동로 118 (일동)       | 일동                                                |          |
| 반월파출소  |      | 건건로 47 (건건동)      | 건건동, 사사동, 팔곡일동 일부                       |          |
| 팔곡파출소  |      | 정동3길 1 (팔곡일동)    | 본오2동 일부, 본오3동 일부, 팔곡이동, 팔곡일동 일부 |          |
| 수암파출소  |      | 수인로 2026 (수암동)    | 수암동, 장상동, 장하동                              |          |

## 같이 보기
- 경기도남부지방경찰청